# The Hawk of Wild River
The Hawk of Wild River è un film del 1952 diretto da Fred F. Sears.
È un western statunitense con Charles Starrett, Smiley Burnette, Jock Mahoney e Clayton Moore. Fa parte della serie di film western della Columbia incentrati sul personaggio di Durango Kid.

## Produzione
Il film, diretto da Fred F. Sears su una sceneggiatura di Howard J. Green, fu prodotto da Colbert Clark per la Columbia Pictures e girato nell'Iverson Ranch a Chatsworth, California, dal 30 luglio al 7 agosto 1951.

## Distribuzione
Il film fu distribuito negli Stati Uniti dal 28 febbraio 1952 al cinema dalla Columbia Pictures. È stato distribuito anche in Brasile con il titolo O Gavião do Rio Bravo.

## Promozione
La tagline è: FORTY-FIVE GUNNING...WILD WEST FUNNING!.